# ثعلب السهوب
ثعلب السهوب أو ثعلب تَتَرِيّ أو قُرصَاق (الاسم العلمي: Vulpes corsac) ثعلب متوسط آسيوي من الأنواع الموجودة في جميع أنحاء سهوب آسيا الوسطى. ويشار إليه أيضًا باسم ثعلب الرمال وثعلب كورساك، ولكن هذا المصطلح مربك نوعًا ما لأنه أيضًا هناك اثنان من الأنواع الأخرى يحملان اسمًا مشابهًا وهما، ثعلب التبت وثعلب روبل. ثعلب السهوب مهدد بالانقراض نظرًا لتعرضه للصيد لتجارة فراءه المربحة.

## الوصف
ثعلب السهوب متوسط الحجم، مع طول الرأس والجسم من 45-65 سم (18-26 بوصة)، وذيله 19-35 سنتيمترًا (7.5 إلى 14 بوصة). وزن البالغين 1،6-3،2 كجم (3،5-7،1 رطل). عليها فرو رمادي مصفر أكثر بكثير من الجسم، مع فك سفلي شاحب تؤدي علاماته الباهتة على الفم والذقن والحلق. خلال فصل الشتاء، يصبح معطفه أكثر سماكة وناعم الملمس، ويتحول إلى اللون الرمادي، مع قتامة خط يمتد إلى أسفل الظهر. له أسنان صغيرة وجمجمة واسعة. ويمكن بمساعدة مخالبه تسلق الأشجار. يقال أنها حادة البصر والسمع وحاسة شم قوية، وإن لم تكن متطرفة مثل تلك التي وجدت في بعض أنواع الثعالب الأخرى. ثعالب السهوب تبدأ بالنباح خلال الصيد أو عندما تتعرض للتهديد، واستخدام التنبيه أو مع بعضها البعض لغرض الترحيب.